# 恆春半島
恆春半島位於臺灣屏東縣，因恆春鎮得名，是臺灣全島最南處。恆春半島三面環海，西臨臺灣海峽，南為巴士海峽，東鄰太平洋，唯有半島北端是與臺灣本島銜接，故有海洋水氣調節，且半島地形高度多數低於800公尺，乃為中央山脈陡降所賜而使海風可輕易越過，特此環境因素有別於臺灣本島。恆春半島亦為旅遊勝地，以墾丁國家公園著稱，但由於該地之地理位置與地形，而常受到颱風與落山風之侵擾。

## 範圍
西以枋寮為界，經林邊溪上游（力里溪至依山），沿著大武山的東坡面（檜木林分布的潛在界限，即中海拔植群的下限）往東，至知本溪順溪至知本。

### 所屬行政區
狹義恆春半島範圍為屏東縣的獅子鄉、枋山鄉、車城鄉、恆春鎮、滿州鄉、牡丹鄉，廣義恆春半島範圍含臺東縣的太麻里鄉、金峰鄉、大武鄉、達仁鄉。

## 地理
地質
恆春半島位於菲律賓海板塊與歐亞大陸板塊交界處，處複雜的構造環境，以恆春斷層為界分成兩個地質構造單元：
- 恆春斷層東側之中央山脈： 晚中新世深海濁流沉積岩，石門層為主，上新世-更新世之墾丁傾瀉層與恆春石灰岩於其之上。
- 恆春斷層西側的恆春西台地，上新世-更新世之淺海環境的砂頁岩與石灰岩，馬鞍山層與現代沖積層為主。

水文

## 交通

### 大眾運輸
航空
- 恆春航空站（五里亭機場），因為落山風問題而常關閉。

鐵路
- 南迴線
- 恆春線（計畫中）

公路客運：
- 對外聯絡：負責此區域對外主要的客運服務有屏東客運、高雄客運、國光客運所聯營的公路客運，每天24小時提供旅客往返高雄與墾丁之間。
- 區內交通：本區內的交通主要由屏東客運提供服務，其中在恆春站並有墾丁街車，提供遊客往來恆春半島各景點的旅遊服務。

### 道路設施
- 臺1線：屏鵝公路（屏東～楓港）
- 臺9線：南迴公路
- 臺26線：旭海～南田路段尚未通行。
- 縣道199號
  - 縣道199甲線
- 縣道200號
  - 縣道200甲線

## 旅遊景點
- 四重溪
- 墾丁國家公園
- 阿朗壹古道
- 旭海溫泉
- 佳樂水
- 港仔大沙漠
- 南仁湖
- 七孔瀑布